# Ormyrus wachtli
Ormyrus wachtli is een vliesvleugelig insect uit de familie Ormyridae. De wetenschappelijke naam is voor het eerst geldig gepubliceerd in 1904 door Mayr.